# Grammomys gigas
Grammomys gigas és una espècie de mamífer rosegador de la família dels múrids. És endèmic del mont Kenya (Kenya), on viu a altituds d'aproximadament 2.750 msnm. Es tracta d'un animal arborícola. Els seus hàbitats naturals són els boscos montans tropicals humits i els matollars situats a gran altitud. Està amenaçat per la desforestació. El seu nom específic, gigas, significa ‘gegant’ en llatí.